# Зелене (Миколаївський район)
Зеле́не — село в Україні, у Веснянській сільській громаді Миколаївського району Миколаївської області. Населення становить 268 осіб.

## Населення

### Мова
Розподіл населення за рідною мовою за даними перепису 2001 року:
| Мова       | Кількість | Відсоток |
| ---------- | --------- | -------- |
| українська | 250       | 93.28%   |
| російська  | 17        | 6.34%    |
| білоруська | 1         | 0.38%    |
| Усього     | 268       | 100%     |